# Bart Brouwers
Bart Brouwers (Eindhoven, 12 oktober 1960) is een Nederlandse journalist.

## Loopbaan
Brouwers studeerde Oost-Europese geschiedenis aan de Universiteit Utrecht. Na zijn studie werkte hij onder meer voor universiteitsblad Observant (Maastricht) en de Limburgse regionale omroep ROZ. In 1987 kwam Brouwers in dienst van Dagblad De Limburger, waarvan hij van 2002 tot januari 2006 hoofdredacteur was. Brouwers is sinds 2001 lid van de jury van de Zilveren Camera, sinds 2004 lid van de Raad voor de Journalistiek en eveneens sinds dat jaar bestuurslid van het KIM, forum voor reflectie op journalistiek.
Van januari 2006 tot december 2009 was hij hoofdredacteur van Sp!ts als opvolger van Wim Hoogland, die de redactie van deze krant vanaf de start op 21 juni 1999 leidde. Sinds januari 2010 leidt hij de lokale online activiteiten (Dichtbij.nl) van de Telegraaf Media Groep.

## Publicaties
- Alles Voor Het Nieuws (1994)
- Wielrennen (2011)
- Na de deadline (2013)